# Topomyia longisetosa
Topomyia longisetosa är en tvåvingeart som beskrevs av Gong 1994. Topomyia longisetosa ingår i släktet Topomyia och familjen stickmyggor.
Artens utbredningsområde är Yunnan (Kina). Inga underarter finns listade i Catalogue of Life.